# دهستان سراب علیا
 دهستان سراب بالا از توابع بخش باباحیدر شهرستان فارسان در استان چهارمحال و بختیاری ایران است.

## جمعیت
با توجه به اینکه این دهستان در تقسیمات جدید شهرستان فارسان ایجاد شده است آمار دقیقی از جمعیت آن در دسترس نیست.

## روستاهای دهستان
- شريف آباد
- اميد آباد
- دره بيدينه
- ويس آباد
- سپيدانه
- عباس آباد
- قلعه اقبال
- قلعه اميدآباد
- قلعه حاج جهانقلی
- کوانک
- نصيرآباد
- حاجی آباد
- نصیر‌آباد گله
- چشمه سنجتها
- خاور آباد